# Jan Olejko
Jan Olejko (ur. 1936 w Przysietnicy, zm. 19 maja 2000) – polski nauczyciel.

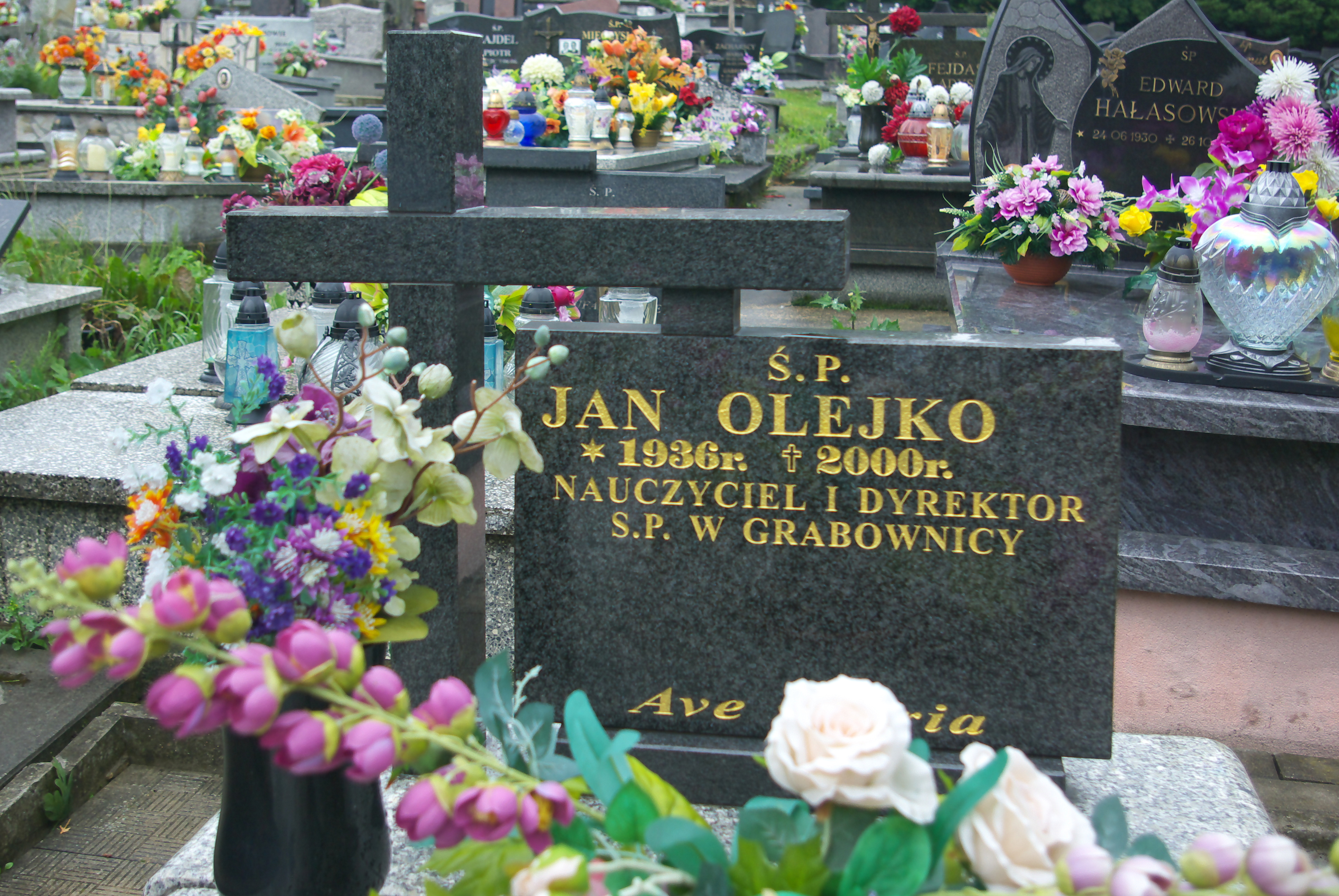
Nagrobek Jana Olejki

## Życiorys
Urodził się w 1936 w Przysietnicy. Tam ukończył szkołę podstawową w 1950. Ukończył Liceum Pedagogiczne w Brzozowie w 1954. Od tego roku pracował jako nauczyciel w Haczowie. Ukończył Studium Nauczycielskie w Przemyślu. W 1962 zamieszkał w Grabownicy, gdzie został nauczycielem w miejscowej szkole. Zaocznie ukończył studia na kierunku historii na Wyższej Szkole Pedagogicznej w Rzeszowie, a ponadto studia podyplomowe zarządzania oświatą. 
Uprawiał piłkę nożną. Uzyskał uprawnienia instruktora piłki ręcznej i kształcił młodzież szkolną w tej dyscyplinie. Kierował zespołem piłki ręcznej dziewcząt, utworzonym jako sekcja przy klubie Górnik Grabownica. Trenowany przez niego zespół zdobył mistrzostwo województwa rzeszowskiego juniorek, następnie drużyna zdobyła mistrzostwo klasy A, awansując w pierwszym sezonie gry do klasy wojewódzkiej w 1965. W 1967 zespół wygrał rozgrywki klasy wojewódzkiej. Prócz tego piłkarki ręczne z Grabownicy zwyciężyły w Wojewódzkiej Spartakiady Młodzieży oraz dotarły do półfinału Ogólnopolskiej Spartakiady Młodzieży. W 1970 drużyna po wygraniu eliminacji awansowała do II ligi terytorialnej, występując w niej przez dwa sezony, po czym wskutek reorganizacji została przesunięta ponownie do klasy wojewódzkiej. Zawodniczki klubu występowały później w barwach AZS Rzeszów.
Uczył w Zbiorczej Szkole Gminnej w Grabownicy, a po przekształceniu w 1976 został wicedyrektorem Szkoły Podstawowej im. Marii Konopnickiej w Grabownicy. Od 1 września 1980 był dyrektorem SP w Grabownicy. Przy szkole w czynie społecznym wybudował asfaltowe boisko do piłki ręcznej. W 1991 odszedł na emeryturę. Był prezesem klubu GKS Górnik Grabownica. Działał społecznie. Został przewodniczącym komitetu obchodów 600-lecia wsi Grabownica (1377-1977). Był radnym w Brzozowie. Był członkiem Zarządu Okręgowego Związku Piłki Nożnej w Krośnie i Sądu Koleżeńskiego w Rzeszowie
Zmarł 19 maja 2000 w wieku 64 lat. Jego synem jest Andrzej Olejko (ur. 1963), także historyk.

## Publikacje
- Przysietnica. Zarys dziejów (1999, Brzozów)[1][5]
- 50 lat GKS Górnik Grabownica (1999, ISBN 83-86801-75-1; współautor)[1][6]
- Z sowieckich łagrów na Dalekim Wschodzie. Dalekim taborem do maleńkich chatek (wspomnienia Władysława Orłowskiego)[7]

## Odznaczenia
- Krzyż Kawalerski Orderu Odrodzenia Polski[1]
- Złoty Krzyż Zasługi[1]
- Odznaka 1000-lecia Państwa Polskiego[1]
- Medal Komisji Edukacji Narodowej[1]
- Odznaka „Zasłużony Działacz Kultury Fizycznej”[1]
- Odznaka „Zasłużony dla województwa krośnieńskiego”[1]